# 尼希亚纳达
尼希亚南达，又名尼希亚纳达、尼希亞南達帕冉玛希瓦上師（Nithyananda Paramashivam, Paramahamsa Nithyananda），1978年1月1日—），是一名印度教上师、尊者，自称“印度教最高教皇”、“普世靈性導師”，他是 Nithyananda Dhyanapeetam 的创始人，该信托基金在许多国家拥有寺庙、圣童学校和灵修院。

## 生平
Arunachalam Rajasekaran于1978年出生于印度泰米尔纳德邦蒂鲁瓦纳马莱，父亲Arunachalam、母亲 Lokanayaki，属于Saiva Vellala教派。具体出生日期则有出入：2003年的美国签注显示尼希亚南达于1977年3月13日出生，卡纳塔克邦地方法院文献则指于1978年1月1日出生。
他三岁时首次被 Yogiraj Yogananda Puri 注意到。他声称从12岁起就获得了强大的灵性体验，并在22岁时经历了全然觉醒。2002年（24岁），他以尼希亚南达的名字开始了自己的公众生活。他说这个名字是Mahavatar Babaji在他于喜马拉雅山进行僧侣游历期间的一次神秘经历中给他起的。2003年，尼希亚南达在闭关后于卡纳塔克邦班加罗尔附近的小镇必达地创办了他的灵修院Nithyananda Dhyanapeetam。
2012年，尼希亚南达被任命为马杜赖灵修院 (Madurai Adheenam) 第293任教皇。2013年2月，在Panchayati Mahanirvani Akhara的闭门仪式上尼希亚南达被授予Mahamandaleshwar的教主头衔。

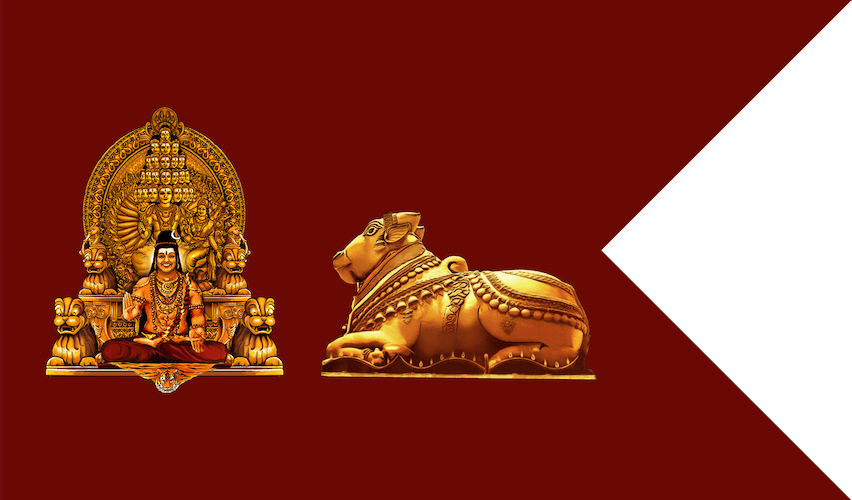
凱拉薩国国旗

2019年12月，尼希亚南达宣称在厄瓜多尔附近海域某岛屿创建私人國家——凱拉薩（英語：Kailasa, Shrikailasa），以传统印度教教义治国，发行护照和货币。
2022年10月，凱拉薩國代表受英国印度教组织邀请，出席英国议会庆祝排燈節活动；2023年2月，凱拉薩國代表出席于联合国日内瓦办事处举行的多个会议。

## 教义
尼希亚南达曾宣讲过各种印度教经典，如《梵天经》、帕坦伽利的《瑜伽经》、《希瓦经》和《薄伽梵歌》。他以阅读宇宙记录的方式宣讲过关于生命和死亡的奥秘。他的主要教导还包括：放开/无所住（Unclutching），合一（Oneness，Advaita），圆满科学（Science of Completion），宇宙四大基本法则——一致性、真实性、责任感、丰富性（Enriching），第三眼和能力显化科学，意识主权（Conscious Sovereignty），萨达希瓦的5个方面，意识的25个状态，宇宙的11个维度，11种性别等。他的主要著作包括：《活在觉醒中》（Living Enlightenment）、《解码薄伽梵歌》（Bhagavad Gita Decoded）等。

## 争议
2010年，印度媒体曝光尼希亚纳达和其信众、女演员兰吉塔的性爱视频，其后尼希亚纳达指该视频为捏造。同年，一名美籍女性指控尼希亚纳达曾对她进行性侵。
2019年，古吉拉特邦警方称，4名儿童在不知情的情况下被尼希亚纳达绑架至其道场，尼希亚纳达随后从印度离境，逃至多个中美洲国家。
2023年3月，美国新泽西州纽瓦克市宣布和凱拉薩國缔结友好城市，之后在媒体披露下撤销。

## 外部来源
- 官方网站